# 412 км (блокпост)
412 кіломе́тр — залізничний блокпост (до 2017 року — зупинний пункт) Лиманської дирекції Донецької залізниці на лінії 340 км — Волноваха між станціями Волноваха (8 км) та Хлібодарівка (10 км). Розташований неподалік від села Дмитрівка Волноваського району Донецької області.

## Історія
Впродовж 2016 року, в ході модернізації дільниці Комиш-Зоря — Волноваха побудовано блокпост. 
До 2017 року був зупинним пунктом.

## Пасажирське сполучення
На платформі 412 км зупиняються приміські поїзди сполученням Волноваха — Комиш-Зоря.